# Maïlys Grau
 (juillet 2021).
La mise en forme du texte ne suit pas les recommandations de Wikipédia : il faut le « wikifier ».
Les points d'amélioration suivants sont les cas les plus fréquents :
- Les titres sont pré-formatés par le logiciel. Ils ne sont ni en capitales, ni en gras.
- Le texte ne doit pas être écrit en capitales (les noms de famille non plus), ni en gras, ni en italique, ni en « petit »…
- Le gras n'est utilisé que pour surligner le titre de l'article dans l'introduction, une seule fois.
- L'italique est rarement utilisé : mots en langue étrangère, titres d'œuvres, noms de bateaux, etc.
- Les citations ne sont pas en italique mais en corps de texte normal. Elles sont entourées par des guillemets français : « et ».
- Les listes à puces sont à éviter, des paragraphes rédigés étant largement préférés. Les tableaux sont à réserver à la présentation de données structurées (résultats, etc.).
- Les appels de note de bas de page (petits chiffres en exposant, introduits par l'outil «  Source ») sont à placer entre la fin de phrase et le point final[comme ça].
- Les liens internes (vers d'autres articles de Wikipédia) sont à choisir avec parcimonie. Créez des liens vers des articles approfondissant le sujet. Les termes génériques sans rapport avec le sujet sont à éviter, ainsi que les répétitions de liens vers un même terme.
- Les liens externes sont à placer uniquement dans une section « Liens externes », à la fin de l'article. Ces liens sont à choisir avec parcimonie suivant les règles définies. Si un lien sert de source à l'article, son insertion dans le texte est à faire par les notes de bas de page.
- La présentation des références doit suivre les conventions bibliographiques. Il est recommandé d'utiliser les modèles {{Ouvrage}}, {{Chapitre}}, {{Article}}, {{Lien web}} et/ou {{Bibliographie}}. Le mode d'édition visuel peut mettre en forme automatiquement les références.
- Insérer une infobox (cadre d'informations à droite) n'est pas obligatoire pour parachever la mise en page.

Pour une aide détaillée, merci de consulter Aide:Wikification.
Si vous pensez que ces points ont été résolus, vous pouvez retirer ce bandeau et améliorer la mise en forme d'un autre article.
Maïlys Grau, née le 30 septembre 1983 à Nantes, est une cheffe d’entreprise française. Elle est la présidente fondatrice de Circouleur.

## Biographie
Ingénieure de l'ESPCI ParisTech (promotion 122), Maïlys Grau a d'abord travaillé chez Photowatt comme ingénieure Recherche & Développement sur l’amélioration du procédé de fabrication des cellules photovoltaïques inorganiques. En 2009, elle commence une thèse CIFRE au sein de l’Institut des Nanotechnologies de Lyon à l’Insa de Lyon et de l’entreprise S’Tile, start-up dédiée à l’industrialisation d’un procédé innovant de fabrication de cellules solaires par frittage de poudres de silicium.
En 2017, elle fonde Circouleur,, la seule start-up française qui recycle les fonds de pots de peinture,.

## Prix et distinctions
En mai 2018, Circouleur remporte de Trophée de l’entreprise circulaire organisée par l’Institut national de l'économie circulaire, en partenariat avec le ministère de la Transition écologique et solidaire.
En octobre 2020, Circouleur est lauréat du prix Potier,.
Le 1er juillet 2021, Circouleur remporte le coup de cœur national de la 5e édition de la fabrique Aviva,.